# 페이퍼 브릭
페이퍼 브릭은 대한민국의 음악 그룹이다. 2019년 싱글 [Glory of Circle]로 데뷔했다.

## 음반
- Glory of Circle (2019)
- EXTERNAL (2020)
- Down (2021)